# 西城街道 (荆州市)
西城街道，是中华人民共和国湖北省荆州市荆州区下辖的一个乡镇级行政单位。

## 行政区划
西城街道下辖以下地区：
通会桥社区、民主街社区、三义街社区、北门社区、郢都路社区、西门社区、荆城社区、繁荣街社区和红专社区。